# Urgons

Urgons este o comună în departamentul Landes din sud-vestul Franței. În 2009 avea o populație de 262 de locuitori.

## Evoluția populației
| An        | 1975 | 1982 | 1990 | 1999 | 2006 | 2009 |
| --------- | ---- | ---- | ---- | ---- | ---- | ---- |
| Populație | 274  | 265  | 261  | 251  | 258  | 262  |